# Sobarocephala lachnosternum
Sobarocephala lachnosternum är en tvåvingeart som beskrevs av Axel Leonard Melander och Argo 1924. Sobarocephala lachnosternum ingår i släktet Sobarocephala och familjen träflugor. Inga underarter finns listade i Catalogue of Life.